# رابطهٔ عمیق زنانه
رابطهٔ عمیق زنانه (وومنـس/Womance)، به رابطه‌ای نزدیک، غیرجنسی و غیرعاشقانه بین دو یا چند زن اطلاق می‌شود. این نوع رابطه، پیوندی عاطفی و همجنس‌گرایانهٔ اجتماعی است که از دوستی معمولی فراتر رفته و با سطح بالایی از صمیمیت عاطفی مشخص می‌گردد.
«وومنـس» ترکیبی از واژه‌های «زن (Woman)» و «رمانس (Romance)» است. ظهور اصطلاحات «برومنـس (Bromance)» و «وومنـس» بازتابدهندهٔ تلاش برای ایجاد تعاریف روابط اجتماعی در دنیای مدرن است. اگرچه گاهی وومنـس به‌عنوان معادل زنانهٔ برومنـس در نظر گرفته می‌شود، اما برخی تفاوت‌های ظریف در ساختار اجتماعی این دو مفهوم شناسایی کرده‌اند. به عنوان مثال تفاوتی که میان نقش زنان و مردان در جوامع و فرهنگ‌های مختلف وجود دارد، سبب شده که دوستی‌های مردانه این امکان را داشته باشند که تبدیل به کانونی از قدرت مردسالار تبدیل بشوند. در صورتی که زنان در صورت در کنار هم قرار گرفتن، تازه باید مسیری طولانی را برای رفع تبعیض‌های جنسیتی آغاز کنند.

## ارجاعات فرهنگی

### سینما
نمونه‌های وومنـس در سینما نسبت به برومنـس کمتر رایج هستند. در ادامه چند نمونه از فیلم‌هایی که در درام خود تکیه بر روابط زنانه دارند؛ اشاره می‌شود: 
- «در موقعیت او» (۲۰۰۵)
- «مامان کوچولو» (۲۰۰۹)
- «زنان» (۲۰۰۸)
- «جنگ عروس‌ها» (۲۰۰۹)
- «خواهر شلوار سفرکننده» (۲۰۰۵)
- «دساتاناکیلی کارایاریلا» (۱۹۸۶، فیلمی مالایالام‌زبان از هند)
- «ساقدوش‌ها» (۲۰۰۱۱)

وینچ با تأکید بر این که «وومنـس با تمرکز بر خود زن به‌عنوان یک کاراکتر خودکارآفرینانه، از فیلم‌های دوست‌محور کلاسیک متمایز می‌شود»، همچنین تفاوت آن با برومنـس را در «مصرفگرایی و ابرقابلیت رؤیتپذیری (Hypervisibility)» و همچنین تم‌هایی مانند «رقابت دخترانه، همبستگی زنان با همدیگر در مواجهه با نگرانی‌های اقتصادی» می‌داند.
فیلم استرالیایی «جوسی» (۲۰۱۰) که با عنوان فرعی «کمدی وومنتیک (Womantic Comedy)» معرفی شده، یکی از فیلم‌هایی است که با نگاهی کمدی به مسائل وومنس اشاره می‌کند.  فیلم «فرانسیس ها» (۲۰۱۳) نیز با تمرکز بر دو شخصیت اصلی زن که «رابطهٔ وومنـس پررنگی دارند»، در جهت مطالعهٔ شخصیتی این نوع روابط فیلم مهمی شناخته می‌شود.

### تلویزیون
سریال‌های تلویزیونی دههٔ ۲۰۱۰ و همچنین سریال‌های قدیمی‌تر مانند «لاورن و شرلی» و «مل و سو» حاوی نمونه‌های بارز وومنـس هستند.

### سایر موارد
اولین پادکست تمام‌زنانه با اجرای دو کمدین از بریزبن ساخته شده است. اصطلاح وومنـس برای توصیف دوستی واقعی بین زنان مشهور نیز استفاده شده است. در مجموعه‌کتاب «اکنون.اینجا»، شخصیت اصلی «کیونا» رابطهٔ وومنـس عمیقی با «روبکولا» دارد که با دوستان نزدیکش مانند «آبننکا» و «بیرتا» نیز به اشتراک گذاشته می‌شود.